# Погост (Вельський район)
Погост (рос. Погост) — селище в Вельському районі Архангельської області Російської Федерації.
Населення становить 455 осіб. Входить до складу муніципального утворення Судромське муніципальне утворення.

## Історія
Від 1937 року належить до Архангельської області.
Від 2004 року належить до муніципального утворення Судромське муніципальне утворення.

## Населення
| 2002 | 2010 | 2012 | 2014 |
| ---- | ---- | ---- | ---- |
| 380  | ↗383 | ↗453 | ↗455 |